# Chaitophorus crinitus
Chaitophorus crinitus är en insektsart. Chaitophorus crinitus ingår i släktet Chaitophorus och familjen långrörsbladlöss. Inga underarter finns listade i Catalogue of Life.